# Sant Jordi de Sagàs
Sant Jordi de Sagàs és una església del municipi de Sagàs (Berguedà) inclosa en l'Inventari del Patrimoni Arquitectònic de Catalunya.

## Descripció
És una petita capella construïda al segle xvi i que fou reformada al segle xviii. Consta d'una sola nau amb presbiteri quadrat i coberta amb volta de creueria gòtica. La porta s'obre al mur de ponent i és un exemplar d'arc de mig punt fet amb grans dovelles. En aquest mur, refet al segle xviii, s'hi va obrir un petit òcul central que il·lumina la nau, i el petit campanar d'espadanya.

## Història
La capella fou construïda al s. XVI, però al s. XVIII fou reformada per la família de la veïna casa del Pou, que l'utilitzava com a capella familiar.